# Annandag pingst
Annandag pingst är måndagen efter pingstdagen. Den infaller 50 dagar efter påskdagen (på 51:a dagen). Annandag pingst var fram till 2005 allmän helgdag i Sverige. Före 1772 var även tredje- och fjärdedag pingst helgdagar.

## Sverige
Denna kristna helgdag var allmän helgdag (röd dag) i Sverige fram till och med 2004. Sveriges riksdag beslutade 1 december 2004 att slopa annandag pingst som helgdag. Det möttes av viss kritik från kyrkligt håll. Dess avskaffande till förmån för Sveriges nationaldag den 6 juni innebar en arbetstidsförlängning med i snitt 2 timmar och 17 minuter årligen, eftersom annandag pingst alltid är en måndag och den 6 juni kan infalla även på t ex lördag eller söndag. Vid de centrala förhandlingarna mellan arbetsmarknadens parter inom den privata sektorn år 2007 bestämdes att de två förlorade timmarna skulle kompenseras genom att de lades till den enskilde arbetstagarens arbetstidsförkortningsbank. Detta omfattar inte de arbetsgivare som saknar kollektivavtal - de som är anställda hos en sådan arbetsgivare kompenseras alltså inte för bortfallet av en ledig dag när 6 juni infaller en lördag eller söndag. 

### I det svenska kyrkoåret
Trots att annandag pingst från och med år 2005 är avskaffad som helgdag ("röd dag" i almanackan) är den alltjämt gudstjänstdag i det svenska kyrkoåret, med egna texter i evangelieboken. Eftersom dagen inte är allmän helgdag hålls gudstjänsten därför vanligen på kvällen, och på många håll sammanlyser man. Den liturgiska färgen är röd. Temat för dagens bibeltexter enligt evangelieboken är Andens vind över världen:, och en välkänd text är den evangelietext ur Apostlagärningarna, där Petrus håller ett tal och Den Helige Ande faller även över hedningarna som hörde på.
Medan Petrus ännu talade föll den heliga anden över alla som hörde hans ord. De omvända judar som hade följt med Petrus häpnade över att den heliga andens gåva blev utgjuten också över hedningarna; de hörde hur dessa talade med tungor och prisade Gud. Då frågade Petrus: "Vem kan hindra att de blir döpta med vatten, när de har tagit emot den heliga anden alldeles som vi?" Och han sade till att de skulle döpas i Jesu Kristi namn.

### Svenska kyrkan
Söndagens tema enligt 2003 års evangeliebok är Andens vind över världen. De bibeltexter som används för att belysa dagens tema är:
| Första årgången                                                               | Andra årgången                                                           | Tredje årgången                                                      | Psaltarpsalm              |
| Andra Moseboken 17:1-7 Apostlagärningarna 10:42-48 Johannesevangeliet 6:44-47 | Hesekiel 11:17-20 Apostlagärningarna 11:19-26 Johannesevangeliet 3:31-36 | Jesaja 44:1-8 Apostlagärningarna 2:36-41 Johannesevangeliet 12:44-50 | Psaltaren 68:10-14, 20-21 |

## Finland
I en period fram till 1987 fanns inte annandag pingst i almanackan, men väl pingstens beredelsedag, som var det kyrkliga namnet på pingstafton under denna period. Åren 1987-1992 återfördes annandag pingst till sin ursprungliga plats, men har inte firats sedan dess.

## Storbritannien
Fram till 1966 var annandag pingst allmän helgdag (bank holiday) i Storbritannien, men 1967 flyttades denna lediga dag till sista måndagen i maj. Helgdagen kallas idag officiellt Spring Bank Holiday (Vårhelgdagen).

### Fotnoter
1. ↑  ”Annandag Pingst”. Svenska kyrkan. https://www.svenskakyrkan.se/troochandlighet/kyrkoarets-bibeltexter?helgdag=73. Läst 27 november 2015.
2. ↑   Den svenska psalmboken med tillägg. Stockholm: Verbum. 2005. sid. 1448–1452. Libris ht7wjxh8f3k4gcqk. ISBN 978-91-526-5515-3